# 1976年恰爾德蘭-穆拉迪耶地震
1976年恰爾德蘭-穆拉迪耶地震是1976年11月24日下午2點22分（當地時間）發生在土耳其東部的強烈地震，震央位於凡城省的恰爾德蘭附近，震级为Ms 7.3级，最大烈度為X（10）度。此次地震造成約2000平方公里的災區近八成房屋被毀，共有4,000至5,000人罹難。恰爾德蘭的房屋近乎全毀，當地3304名居民中有615人遇難。